# Får vi följa med?
Får vi följa med? är en svensk reportageserie med Filip och Fredrik som hade premiär den 6 februari 2012 på Kanal 5. Programmet spelades in under sommaren 2011, och går ut på att Filip och Fredrik ska låta slumpen avgöra och på olika sätt hitta intressanta personer som de ska följa med ett tag, tills personen på ett eller annat sätt leda dem till nästa möte, och på så sätt få sig en lång resa runt hela Sverige. Programmet vann Kristallen 2012 i kategorin "Årets realityprogram" och "Årets program".

## Avsnitt
| Nr | Titel       | Sändningsdatum   | Tittarantal |
| --- | ----------- | ---------------- | ----------- |
| 1 | "Avsnitt 1" | 6 februari 2012  | 265 000     |
| I premiärprogrammet handlar det om Johan som är på väg till Sundsvall för att ta farväl av sin före detta flickvän vid hennes grav. Åsa i Sundsvall bjuder in Filip och Fredrik till en välgörenhetsbasar, och efter att ha sett två Baden-Badenstolar bestämmer de sig att söka upp sångaren i 1980-talsbandet Baden Baden, Stefan Edlund i Älvsjö. Han leder dem till Gävle där de träffar Tina och Molly som berättar sina livshistorier. Avsnittet avslutas med Jimmy i Hofors som de träffar på väg till skolan efter att ha hoppat på en buss på måfå. |             |                  |             |
| 2 | "Avsnitt 2" | 13 februari 2012 | 247 000     |
| Efter att ha blivit inspirerade av Jimmys musik beger sig Filip och Fredrik till Norrköping, där de träffar Micke som är på väg till sin första dejt med en tjej han träffat på nätet. De frågar Micke vilken som är den vackraste platsen i Sverige, och får svaret Stenshuvud, vilket blir nästa destination. På väg mot Stenshuvud träffar de tvillingarna Daniela och Filippa som leder dem till Köpenhamn för att träffa Asbjörn, en ung kille som driver en kurs i att leva ett attraktivt, manligt liv. Efter att ha tillbringat eftermiddagen i Köpenhamn beger de sig mot Stenshuvud, men Filip får problem med rösten och kan inte leda programmet, så Fredrik ska på kort varsel hitta en vikarie för resten av avsnittet med hjälp av Arbetsförmedlingen i Simrishamn. Vikarien heter Egil och bor strax utanför Simrishamn. En taxichaufför leder dem till en sunkig stuga i skogen utanför Kristianstad, där det blir uppenbart att stugan ofta används för anonymt homosexuellt sex. De hittar bland annat ett Glory hole med texten "Mums mums" ovanför. |             |                  |             |
| 3 | "Avsnitt 3" | 20 februari 2012 | 251 000     |
| Inspirerade av texten "Mums mums" reser de till Cloetta i Ljungsbro utanför Linköping och besöker marknadschefen för Mums-mums. Efter en kort avstickare förbi mannen som sa "Tag det rätta, tag Cloetta" i reklamen åker de norrut mot Umeå. På tåget träffar de missionskyrkopastorn André som berättar om sitt liv. Det visar sig att tåget inte stannar i Umeå, så de hamnar istället i Luleå där de bestämmer sig för att lifta, och träffar mattbytaren Björn. Efter att ha besökt en svensexa i Boden bygger de sitt eget Glory hole av en lekstuga som de ställer i Abisko med utsikt över lapporten. |             |                  |             |
| 4 | "Avsnitt 4" | 27 februari 2012 | 206 000     |
| Filip och Fredrik börjar sin resa på ett öde hotell på Kebnekaise. Där träffar de Joni, en enstöring som två månader om året bor ensam på den stora anläggningen, och liknar hans tillvaro med filmen The Shining. I Kiruna träffar de Esa, som påstås vara Kirunas tråkigaste man. Esa berättar om sitt liv och hur han träffade sin fru i Filippinerna. Efter mötet med Esa åker de till Umeå och träffar bilförsäljaren Kurt som sålde en bil Esa. Kurt berättar bland annat om sina hundar och att han ägnar sig åt agility. I Svenljunga intervjuar de en pilsk brevbärarfru och träffar den äldre modellen Kristianna utanför Systembolaget. |             |                  |             |
| 5 | "Avsnitt 5" | 5 mars 2012      | 271 000     |
| Filip och Fredrik tar sig till Trollhättan där de på en pizzeria träffar Louise, som tidigare var Lasse. Louise lever fortfarande med sin hustru, och vi får vara med om testikelbegravning. Därefter invandrarträff i Malmö. |             |                  |             |
| 6 | "Avsnitt 6" | 12 mars 2012     | 211 000     |
| Filip och Fredrik skuggar en kund från ett bageri i Marstrand och de hamnar hos Unn och hennes nya kärlek. Tatueraren "Blomman" i Värmland överraskar de med ett tivoli i hans trädgård. Därefter träffar de minigolfmästaren "Kioster". |             |                  |             |
| 7 | "Avsnitt 7" | 19 mars 2012     | 217 000     |
| Filip och Fredrik sitter på tåget mot Skåne på midsommarafton och träffar Paula som är på väg hem till sina föräldrar i Eslöv. Våldgästar grannens svensk-polskt bröllop och träffar en filmare. |             |                  |             |
| 8 | "Avsnitt 8" | 26 mars 2012     | 184 000     |
| Filip och Fredrik träffar fotbollsdomaren Stefan Johannesson och tvillingar i Färjestaden. Dessa tvillingar leder dem till den småländska staden Gnosjö. Därefter lektorn i matematisk statistik, Erik Järpe i Halmstad, och taxichauffören Staffan i Harplinge. |             |                  |             |